# Sarah Greenwood (Malerin)

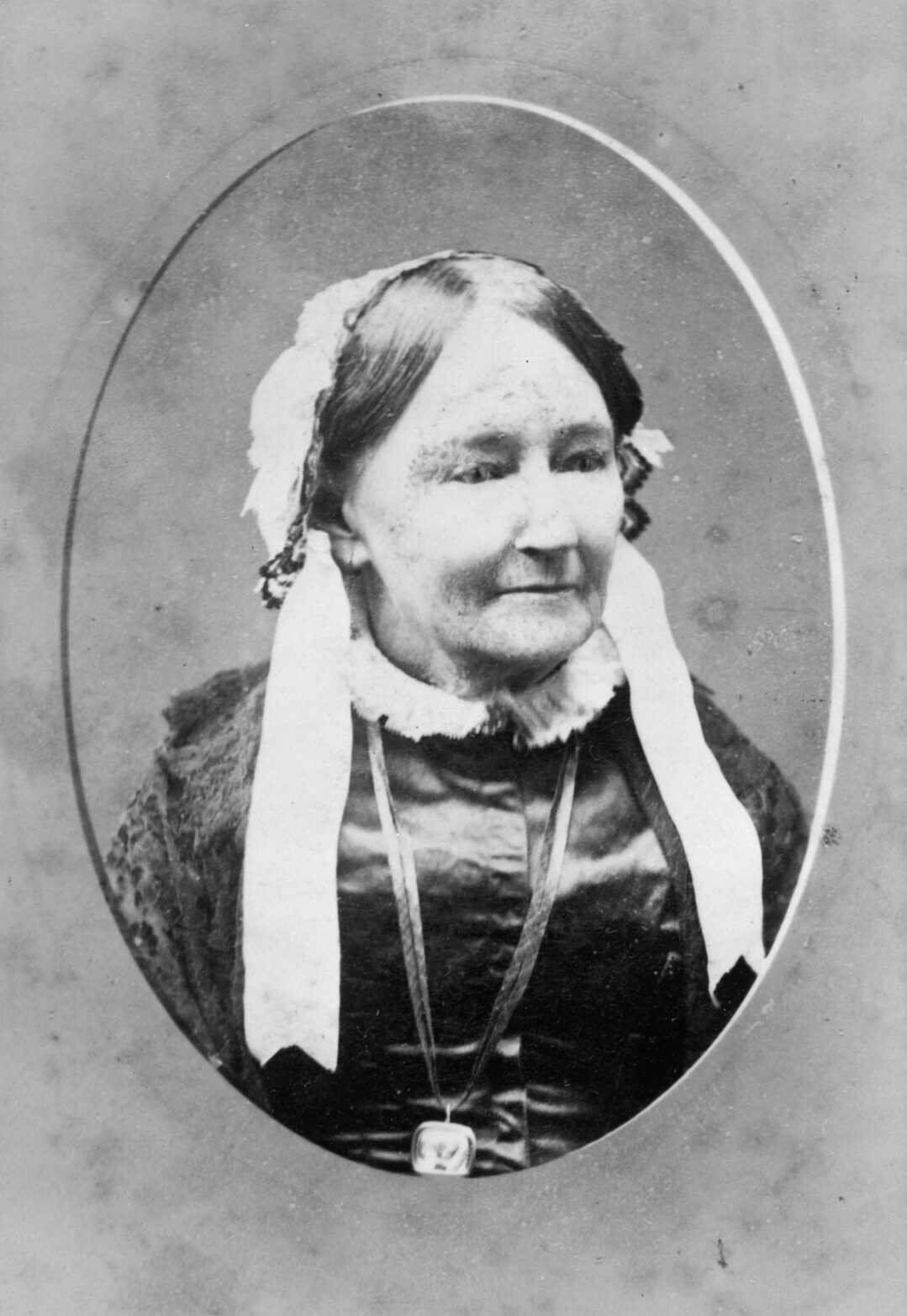
Sarah Greenwood ca. 1880

Sarah Greenwood geb. Field (* 1809 in Lambeth, London, England; † 13. Dezember 1889 in Motueka, Tasman District Neuseeland) war eine neuseeländische Malerin, Zeichnerin und Lehrerin.

## Biografie

### Frühes Leben
Sarah Field wurde 1809 in Lambeth, einem Stadtteil von London, als Tochter der Eheleute Mary Ann Jones und ihrem Ehemann John Field, einem Kerzenmacher, geboren und am 20. Dezember 1809 getauft. Ihre frühe Ausbildung umfasste das Studium von Zeichnen, Musik und Sprachen. Ihre Technik im Zeichnen lässt darauf schließen, dass sie möglicherweise von einem Lithografen ausgebildet wurde.
Am 18. Mai 1831 heiratete Sarah Field den Arzt John Danforth Greenwood und übernahm damit seinen Nachnamen. Sie führten eine kameradschaftliche Ehe, die auf einem gemeinsamen Sinn für Kunst und Musik beruhte. Aus der Verbindung gingen dreizehn Kinder hervor.
1837 musste ihr Mann seine ärztliche Tätigkeit krankheitsbedingt aufgeben, worauf die Familie nach Charenton-le-Pont, südwestlich von Paris zog.

### Neuseeland
1842 interessierte sich Greenwood für Neuseeland und sie schrieb ihrer Großmutter nach England mit der Bitte, ihr doch Bücher über Neuseeland zu schicken. Zum Ende des Jahres kehrte die Familie zurück nach England, sammelte Geld und kaufte sich bei der New Zealand Company ein. Dies erfolgte mit dem Ziel, ein Stück Land in Nelson und Motueka zu erwerben. Am 16. November 1842 schifften sie sich in der Hafenstadt Gravesend auf dem Schiff, namens Phoebe ein und bekamen eine kostenlose Überfahrt nach Neuseeland, da ihr Mann als leitender Schiffsarzt für die Passage zur Verfügung stand.
Als die Familie am 29. März 1843 in Nelson ankam, musste sie feststellen, dass der von ihnen gewählte Teil des Landes ein Sumpfgebiet war. Ihr Mann mit drei ihrer älteren Söhnen blieben, um 50 Acres zu roden und zu entwässern und danach ein Blockhaus zu bauen, während sie mit ihren acht jüngeren Kindern zunächst für vier Monate in Nelson blieb und in einem Zelt lebte. Sie beaufsichtigte den Unterricht für ihre Kinder und gab sich nebenbei ihrer Leidenschaft für das Zeichnen hin. Nach den vier Monaten zogen sie nach und sie stellte zu Anfang ihr Wohnzimmer für Gottesdienste zur Verfügung. Später wurden auf dem Grundstück der Familie ein Schulhaus und eine Kirche errichtet. 1850 und 1851 fertigte sie Bleistiftzeichnungen von der Kirche und der Schule nacheinander an. 1852 entstand auch das Landschaftsbild, „Dr. Greenwoods Haus in Motuek“ und Aquarell-Porträts der ganzen Familie. Im Februar 1866 wurde von ihr das Mädcheninternat Woodlands House in Nelson eröffnet, an dem sie die Fächer Französisch, Italienisch, Musik, Malen und Zeichnen unterrichtete. Sechs ihrer Töchter besuchte die Schule. 1868 hört sie dort auf und 1871 wurde Woodlands House wieder geschlossen.

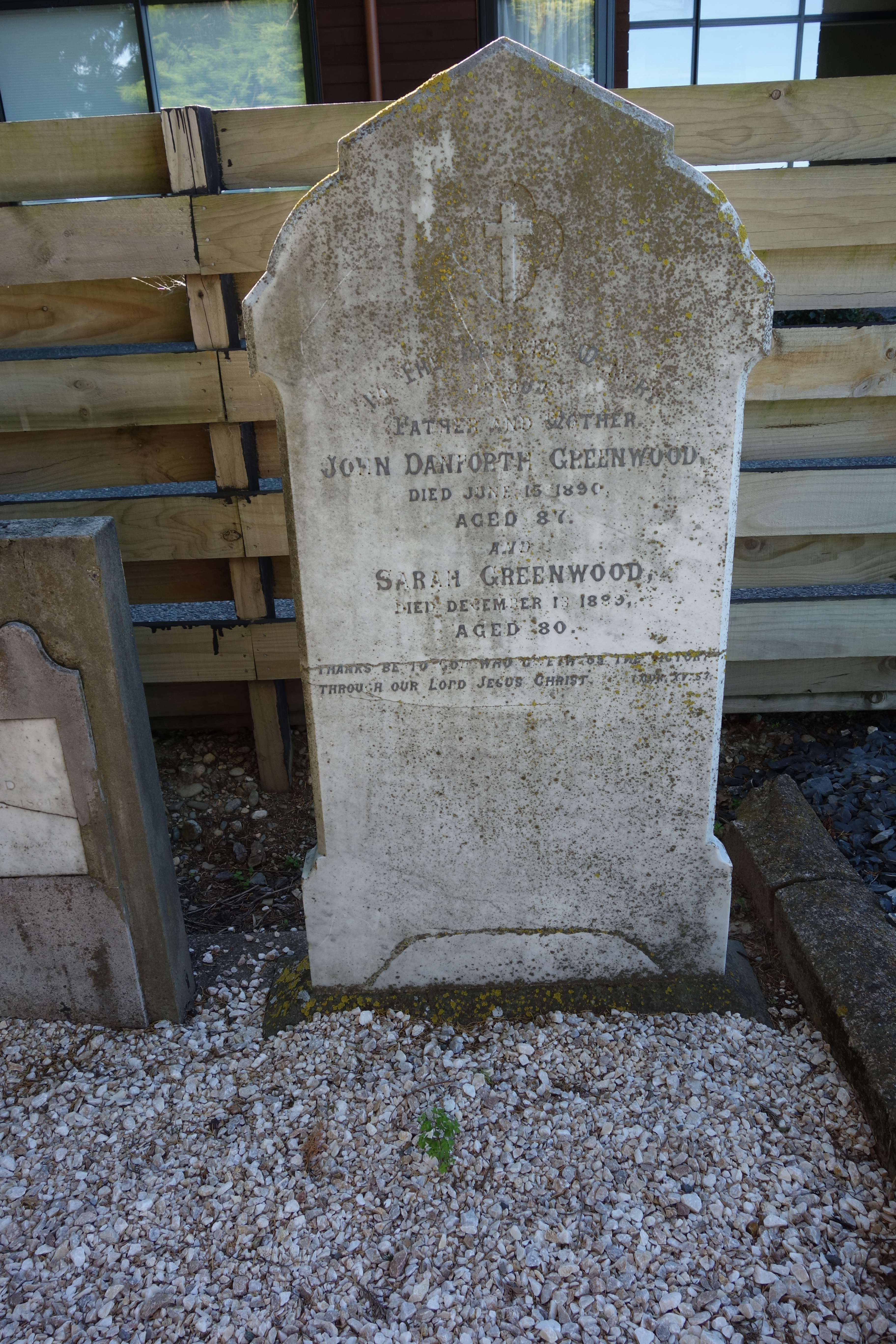
Grabstein von Sarah Greenwood und ihrem Mann John Danforth Greenwood

1877 zog sich Sarah Greenwood mit ihrem Mann zurück nach Motueka, wo sie am 13. Dezember 1889 starb. Ihr Mann verstarb sechs Monate später.

## Werke

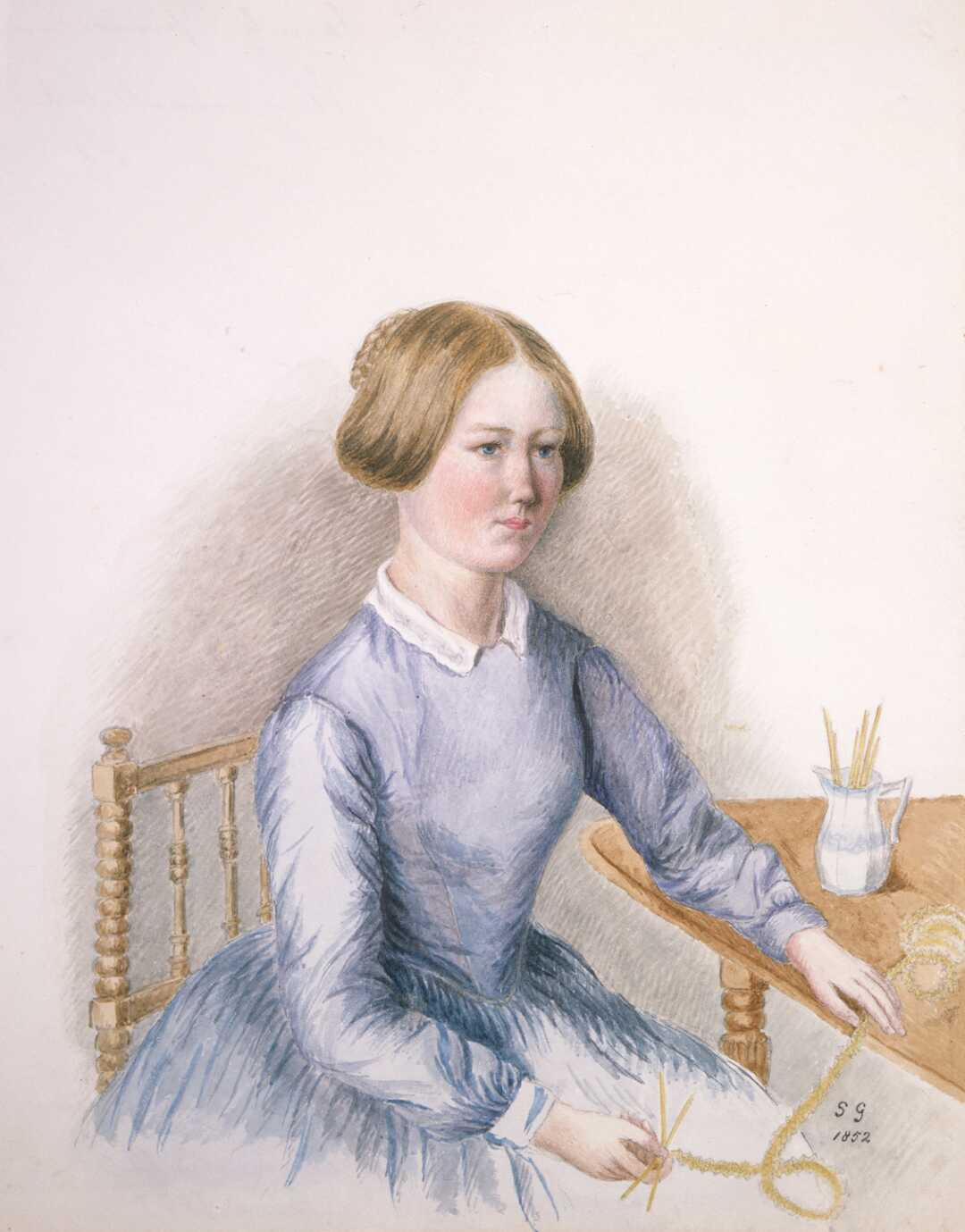
Porträt von ihrer dritten Tochter 14-jährigen Jane Greenwood (1852)
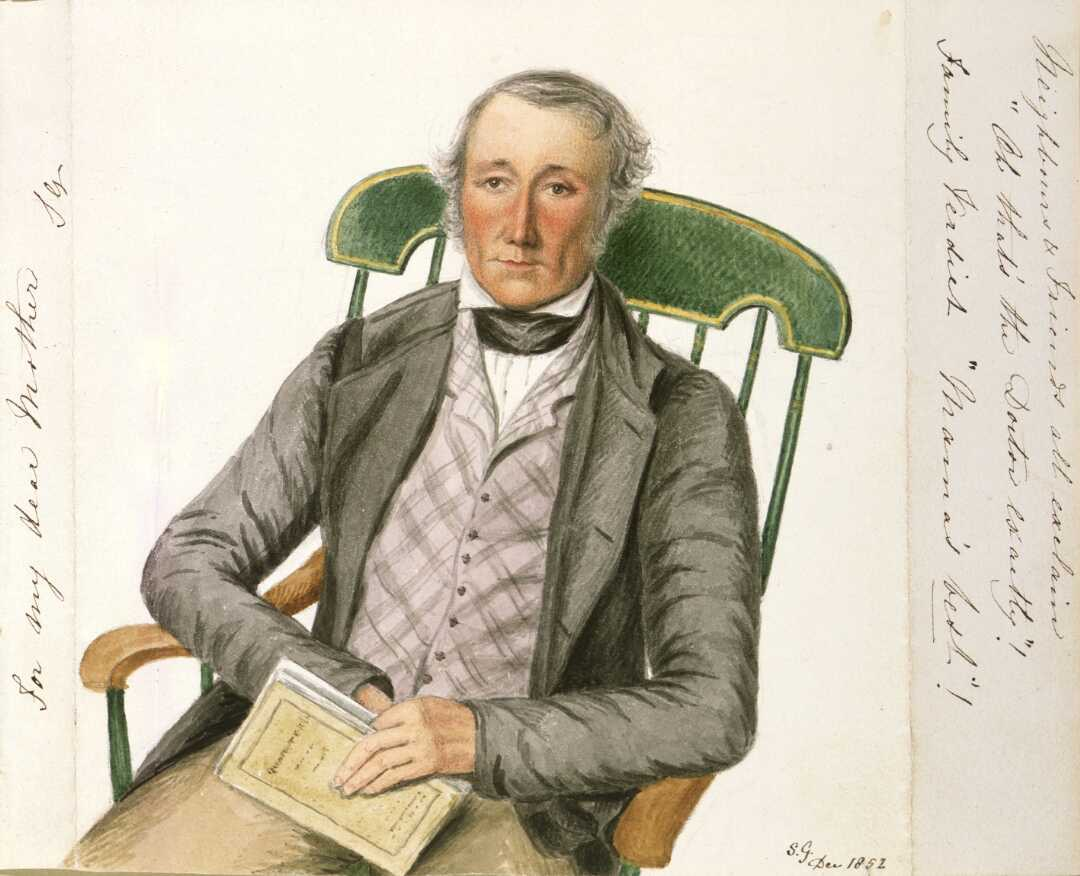
Porträt von ihrem Mann John Danforth Greenwood (1852)

- Mrs Field, mother of our mother Sarah Greenwood. (Between 1825 and 1835?). National Library, abgerufen am 27. April 2024 (Aquarellmalerei).
- Attributed: Charles Greenwood, taken before leaving. (1842?). National Library, 1842, abgerufen am 27. April 2024 (Aquarellmalerei).
- John Greenwood. 1848. National Library, 1848, abgerufen am 27. April 2024 (englisch, Aquarellmalerei).
- Woodlands, Motueka New Zealand. Nelson Provincial Museum, 28. Dezember 1849, abgerufen am 27. April 2024 (Zeichnung).
- Dr Greenwood's house in Motueka on right, 1852. Nelson Provincial Museum, 1852, abgerufen am 27. April 2024 (Aquarellmalerei).
- Portrait of my second son Frederick Daw Greenwood. March 10 1852. National Library, 1852, abgerufen am 27. April 2024 (Aquarellmalerei).
- Portrait of my 5th Son Alfred Greenwood aged 9 years. March 2 1852. Woodlands, Motueka / S. G. 1852. National Library, 1852, abgerufen am 27. April 2024 (Aquarellmalerei).
- Portrait of my eldest daughter Mary Field Greenwood aged 16 years. Feby 1852. National Library, Februar 1852, abgerufen am 27. April 2024 (Aquarellmalerei).
- Portrait of my fourth daughter Agnes Bazing Greenwood. Feb. 1852. National Library, Februar 1852, abgerufen am 27. April 2024 (Aquarellmalerei).
- The Grange, the residence of Dr Greenwood 1879. National Library, 1879, abgerufen am 27. April 2024 (Aquarellmalerei).